# Sindrome di Greig
La sindrome di Greig o cefalopolisindattilia di Greig è una malattia genetica rara caratterizzata da dismorfismo cranio-facciale, polidattilia e sindattilia.

## Epidemiologia e storia
La malattia deve il suo nome al medico scozzese David Middleton Greig (1864-1936) che per primo la descrisse nel 1926; il sinonimo Sindrome di Hootnick-Holmes deriva invece dagli statunitensi David Randall Hootnick, chirurgo ortopedico, e Levis B. Holmes, pediatra: i due furono autori, nel 1972, di una pubblicazione che offriva una descrizione dettagliata della sindrome.
L'incidenza della malattia è stimata tra 1 e 9 casi ogni milione di nati vivi.

## Eziologia
È una malattia genetica a trasmissione autosomica dominante, causata da una mutazione genetica a carico del gene GLI3 localizzato sul braccio corto del cromosoma 7, in corrispondenza del locus genico 7p13. Questo gene codifica per un fattore di trascrizione e la sua alterazione comporta la perdita di attività funzionale del gene stesso. Altre mutazioni a carico di questo gene possono essere responsabili della sindrome di Pallister-Hall o della sindrome acrocallosa.

## Clinica

### Segni e sintomi

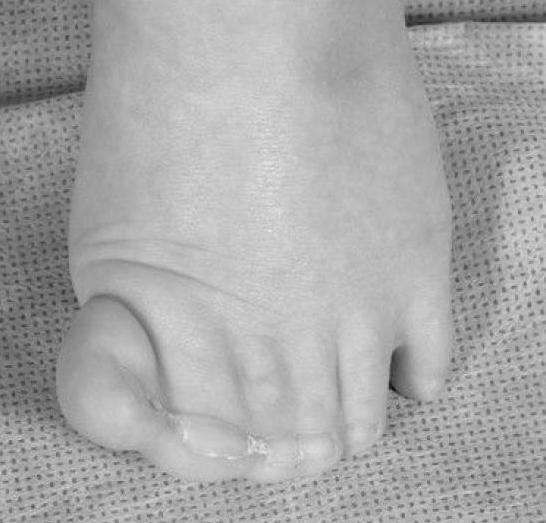
Parziale duplicazione (polidattilia) dell'alluce e sindattilia a carattere membranoso al piede sinistro di un neonato affetto dalla sindrome di Greig

Il quadro clinico tipico della sindrome è caratterizzato da macrocefalia, fronte prominente, ritardo della chiusura delle fontanelle, ipertelorismo oculare, polidattilia alle mani (post-assiale) o ai piedi (pre-assiale); un'altra alterazione delle dita è la sindattilia parziale a carattere membranoso: la fusione delle dita può coinvolgere tutte le dita della mano o solo alcune; se presente ai piedi, coinvolge soprattutto il secondo, il terzo e il quarto dito.
In rari casi possono osservarsi difetti del corpo calloso, compresa l'agenesia, o altre anomalie a carico del cervello.

### Diagnosi
La diagnosi avviene a seguito del riscontro della triade di segni clinici costituita da:
- polidattilia preassiale in compresenza di sindattilia membranosa
- ipertelorismo oculare
- macrocefalia

La malattia entra comunque in diagnosi differenziale con le seguenti patologie:
- sindrome acrocallosa
- sindrome di Carpenter
- sindrome del nevo basocellulare, detta anche sindrome di Gorlin-Goltz
- sindrome di Mohr o sindrome oro-facio-digitale
- sindrome di Pallister-Hall
- polisindattilia

## Prognosi
L'aspettativa di vita è in genere normale, tuttavia il rischio di soffrire di ritardo mentale, nei soggetti affetti dalla sindrome, sembra essere superiore a quello della popolazione generale.